# GSC4380-2196
GSC4380-2196 — хімічно пекулярна зоря спектрального класу O5, що має видиму зоряну величину в смузі V приблизно  9,5.
Вона  розташована на відстані близько 419,8 світлових років від Сонця.

## Пекулярний хімічний склад
Зоряна атмосфера GSC4380-2196 має підвищений вміст 
He
.